# Zlatohlávek tmavý
Zlatohlávek tmavý (Oxythyrea funesta) je druh brouka z čeledi zlatohlávkovitých. V 80. letech dvacátého století byl v České republice považován za téměř vymizelý druh, poté se ale začal znovu šířit a stal se jedním z nejběžnějších zlatohlávků na českém území. Stále je však veden jako zákonem chráněný druh. Pravděpodobně se jedná o významného opylovače.

## Popis
Dospělci dorůstají délky 8–12 mm, rozdíly ve velikosti mohou být dány výživou larev či teplotou během vývoje. Celkové zbarvení je černé se slabým leskem. Na krovkách i na štítě se nachází bílé skvrny, jejichž počet je mezi jednotlivými brouky značně proměnlivý. Po celém těle brouka se nachází jemné chloupky, které se v průběhu života odírají a u starších jedinců tak mohou chybět. Podobným druhem je zlatohlávek huňatý, který je hustěji ochlupený a nemá bílé skvrny na štítě, pouze na krovkách.
Larvy v posledním stadiu před zakuklením dorůstají délky 30–40 mm, mají hnědou hlavu a bílé tělo, které později tmavne mírně do hněda.

## Rozšíření
Zlatohlávek tmavý se vyskytuje v jižní a střední Evropě, v Anglii, v severní Africe, Malé Asii, na východě areál rozšíření zasahuje do Ruska. Vyskytuje se též na většině středomořských ostrovů a na Kanárských ostrovech. Od konce 20. století se tento druh postupně šíří dále na sever.

## Způsob života a ekologie

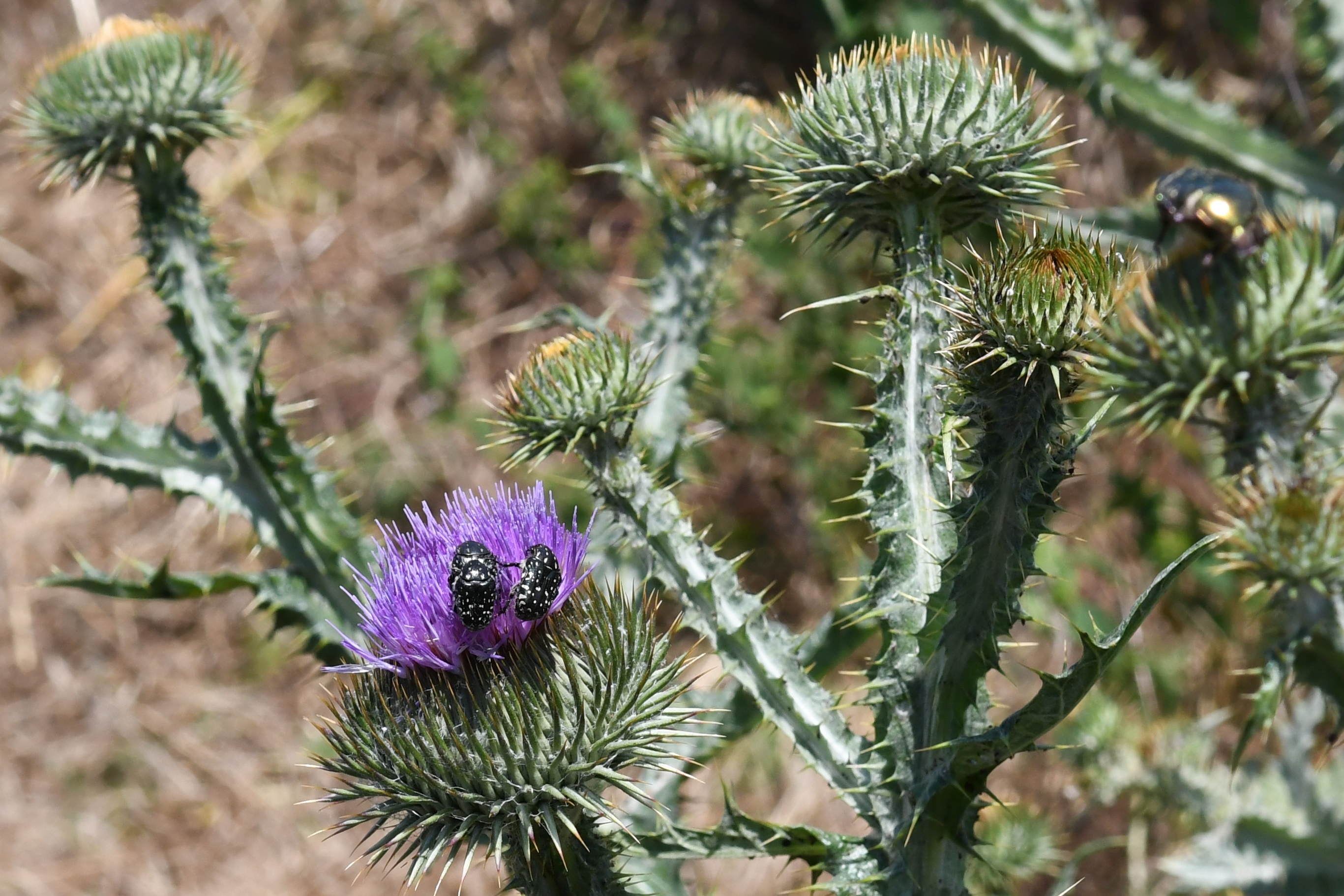
Zlatohlávek tmavý na bodláku pod vrchem Oblík v Českém středohoří

Dospělé jedince lze nejčastěji nalézt od května do července, méně časté nálezy jsou již od března až do listopadu. Vyskytuje se na celé řadě biotopů s dostatkem vhodných kvetoucích rostlin a substrátem pro vývoj larev. Brouci se slétají na květy rostlin, kde se živí pylem. Mezi byliny vyhledávané tímto druhem patří např. chrastavec, pampeliška, pcháč, bodlák, kopretina, ale vyhledává též květy ovocných stromů.
Larvy se vyvíjí v půdě, kompostu nebo trouchnivém dřevě, kde se živí kořínky a odumřelými částmi rostlin. Kuklí se na konci léta, dospělci se líhnou na podzim a následně přezimují v půdě.

## Hospodářský význam
Při přemnožení mohou brouci poškozovat květy hospodářských rostlin. Pozorováni byli např. na řepce, kukuřici nebo ovocných stromech. K větším škodám dochází spíše výjimečně, ale v Srbsku byly pozorovány i rozsáhlé škody na úrodě způsobené tímto broukem. Zároveň se zřejmě jedná o významného opylovače rostlin. Larvy nejsou škodlivé. Druh je v České republice chráněný.